# エスティ・ギンズバーグ
エスティ・ギンズバーグ（英: Esti Ginzburg、ヘブライ語: אסתי גינזבורג‎、1990年3月6日 - ）は、イスラエルのファッションモデル。

## 主な出演作品

### 映画
- トゥエルヴ Twelve (2010) - サラ・ラドロー役[1]